# Sibiti
Sibiti   este un oraș  în  partea de sud a Republicii Congo,  centru administrativ al departamentului  Lékoumou. Conform unor estimări oficiale din 2007, localitatea are 22.951 locuitori.